# Oleum et operam perdidi
La locuzione latina Oleum et operam perdidi, tradotta letteralmente, significa ci ho rimesso l'olio e la fatica. (Plauto, Poenulus, a. I)
Si dice di lavori lunghi e faticosi che non ottengono il risultato sperato, che ci lasciano cioè a mani vuote col danno e le beffe.  